# خاندان محمودی
خاندان محمودی بزرگ از خاندان‌های معروف ایرانی دوران قاجار است. اصل این خانواده از مازندران نشات گرفته است و اعضای آن در دربار قاجار دارای مشاغل دیوانی بوده‌اند.

## تاریخچه
نخستین نیای شناخته شده خاندان محمودی، میرزا محمدباقر از اعیان و فضلای بابل بود. او در حدود سال ۱۲۲۲ قمری درگذشت و از خود فرزندانی چند باقی گذاشت، از جمله دختری که یک سال پس از وفات وی به ازدواج ذوالفقارخان سردار سمنانی درآمد و پسری موسوم به میرزا احمد (۱۲۱۲–۱۲۶۱ هجری قمری) که پس از اتمام تحصیل در قم، در حدود سال ۱۲۳۰ قمری به عنوان منشی داخل دستگاه ذوالفقارخان شد. پس از درگذشت ذوالفقارخان، میرزا احمدخان به تهران رفت و در شمار منشیان دربار درآمد. او رفته رفته نزد فتحعلی‌شاه اعتبار بسیار یافت و مورد اعتماد شاه قرار گرفت تا جایی که در ۱۲۴۸ قمری از جانب وی به حکومت نطنز گماشته شد. او در دوران محمدشاه، چند سال (تا ۱۲۵۴ قمری) به سمت استیفا و تحریرات در خدمت بهمن میرزا حاکم کاشان بود. او سال‌های بعد را به دور از مشاغل دولتی، گاه در تهران و گاه در قم زیست و ۱۲۶۱ قمری در چهل و نه سالگی در قم درگذشت. از هشت فرزند او، چهار تن به سنین بزرگسالی رسیدند که عبارت بودند از: میرزا یوسف، که در ۱۸ سالگی به هندوستان رفت و بازنگشت، میرزا خانلرخان اعتصام‌الملک (۱۲۴۳–۱۳۱۵ قمری) خیرالنساء خانم و میرزا محمودخان مشاورالملک (۱۲۵۰–۱۳۳۸ قمری)

### میرزا خانلرخان اعتصام‌الملک
میرزا خانلر خان در ۱۷ محرم ۱۲۴۳ قمری متولد شد. از سن پانزدسالگی به اصفهان رفت و تا مرحله اجتهاد تحصیل کرد. او با فوت پدرش به قم بازگشت و کفالت مادر و برادر و خواهرش را برعهده گرفت. وی مدتی در قم به منشی‌گری مشغول بود و پس از آن به مشاغلی از جمله متصدی انشای فرامین خراسان (در حکومت فریدون میرزا) منشی فرامین احکام وزارت امور تجارت و صنایع، مأمور انشای وقایع روزنامه دولتی ایران در لندن رسید. وی به موجب شغل اخیر به مدت چهارده ماه در لندن اقامت کرد و پس از بازگشت، در ۱۲۸۸ قمری به فرمان میرزا حسین‌خان سپهسالار به ریاست اداره انگلیس در وزارت امور خارجه منصوب شد. او در خطاطی از شاگردان عبدالحسین اصفهانی و میرزا محمدمهدی ملک‌الکتاب بود و با تخلص «صفی» شعر می‌سرود. خانلرخان سه همسر اختیار کرد که دومین آن‌ها «بی‌بی‌جهان» (درگذشته ۱۳۰۲ قمری) از شاهزادگان قاجار و دختر جهانگیر میرزا پسر محمدعلی میرزا دولتشاه بود. اعتصام‌الملک مجموعاً از سه ازدواج صاحب هفت فرزند بود.
از همسر اولش بالا خانم که در هنگام اقامت در تبریز با او ازدواج کرده بود، یک فرزند داشت:
- میرزا محمدعلی خان میرپنج، سال‌ها رئیس تلگراف‌خانه سمنان بود. یک دختر داشت به نام نصرت‌خانم که با پسرعمه‌اش میرزا مهدی‌خان بصیرالسلطنه (رئیس تلگراف‌خانه شاهرود) ازدواج کرد.

از بی‌بی‌جهان دختر جهانگیر میرزا چهار فرزند داشت:
- میرزا حسین‌خان اعتصام‌الملک (۱۲۸۶–۱۳۵۵ قمری) او در ابتدای ورود به وزارت امور خارجه، منشی اداره تحریرات انگلیس بود. سپس به معاونت ژنرال کنسول‌گری قفقاز منصوب شد. در ۱۳۱۷ قمری به ایران بازگشت و نخست به وزارت حاکم خواف و سپس به ترتیب به وزارت سرخس، بیرجند و زاهدان منصوب گشت.[۵]
- میرزا ابوالحسن‌خان اعتصام‌الممالک (۲۸۸–۱۳۴۹ قمری) او در دارالفنون تحصیل حقوق کرد. سپس به وزارت امور خارجه داخل و مأمور سفارت ایران در روسیه شد. آخرین مقام او نیابت اول سفارت ایران در روسیه بود. او در دوران استبداد صغیر به ایران بازگشت و در رشت مدرسه‌ای دایر ساخت. پس از ورود مورگان شوستر به ایران از طرف دولت به مهمان‌داری وی معین شد و بعد از آن مدت کوتاهی وزارت حکومت قزوین یافت.[۶] اعتصام‌الممالک در زمان اقامت در روسیه به زبان روسی مسلط گردید و زبان‌های انگلیسی و فرانسه را نیز به خوبی می‌دانست. در ۱۲۳۶ قمری با سلیمه کاردار، دختر یکی از خاندان‌های قدیمی مازندران، ازدواج کرد. سلیمه خواهرزاده محمود مفتاح‌الملک بود و دخترخاله نیما یوشیج شمرده می‌شد. از این ازدواج سه دختر و یک پسر حاصل شد، که فرزند پسر پرویز ناتل خانلری ادیب و زبان‌شناس معاصر است.[۷]
- میرزا علی‌اصغرخان محمودی (۱۲۹۹–۱۳۷۵ قمری) در تمام مدت عمر در خراسان و قائن و سیستان از طرف وزارت امورخارجه کارگزار بود و بعدها در اداره حکومتی سیستان خدمت‌کرد.
- هما محمودی (زاده ۱۳۰۱ قمری، درگذشته ؟) از پیشگامان جنبش زنان ایران. مقالات او در سال ۱۲۹۹ شمسی در مجله «عالم نسوان» به چاپ می‌رسید.[۸] با پسرعمویش عباسقلی‌خان مشیرعلوم پسر مشاورالملک ازدواج کرد.

خانلرخان چندسال پس از درگذشت بی‌بی‌جهان، با دختری به نام سکینه خانم که از اهالی تهران بود ازدواج می‌کند و از او دختری به نام طوبی (متولد ۱۳۱۵ قمری، درگذشته ؟) داشت که از دارالمعلمات عالی فارغ‌التحصیل شده و نزد برادر بزرگش میرزا حسین‌خان به بیرجند رفت و در مدرسه شوکتیه تدریس می‌کرد.

### میرزا محمودخان مشاورالملک
میرزا محمودخان مشاورالملک، آخرین فرزند میرزا احمدخان، در سال ۱۲۵۰ قمری در کاشان متولد شد و در هنگام فوت پدر یازده‌ساله بود. او تحت نظارت اعتصام‌الملک در قم و مشهد تحصیل کرد. سپس در ۱۲۷۲ قمری وارد دارالفنون شد و سه سال بعد جزو چهل و دو نفر محصلینی که بنا به فرمان ناصرالدین شاه به اروپا گسیل داشتند، به پاریس رفت. وی مدت هفت سال در آنجا به تحصیل نجوم اشتغال داشت. در آخرین سال، برای نگارش پایان‌نامه تحصیلی به بلژیک سفر کرد و موفق به کشف و رصد سیاره‌ای شد که در کتب نجوم به نام «سیاره محمودی» ثبت گردیده است. او در زمان صدارت میرزا حسین‌خان سپهسالار به کارپردازی سفارت ایران در طرابوزان مأمور شد و سپس به عنوان کارپرداز به سفارت ایران در بغداد رفت. وی در ۱۳۲۴ قمری در دوره اول مجلس شورای ملی از طرف مردم تهران به نمایندگی انتخاب شد و در ۱۳۳۸ قمری در تهران درگذشت. او مدتی ریاست محکمهٔ تمیز (دیوان عالی کشور) را عهده‌دار بود. محمودخان از دو ازدواج صاحب نه پسر و یک دختر بود از جمله:
- میرزا مسعود خان مشیرالوزاره، فرزند ارشد مشاورالملک، در سال ۱۲۸۶ قمری در ترابوزان متولد شد. در ۱۳۰۶ قمری وارد وزارت خارجه گردید و اولین سمت او نایب ژنرال قنسول بغداد بود. سپس رئیس دفتر وزارت عدلیه و رئیس دارالانشای وزارت امور خارجه شد. در شعبان ۱۳۲۴ قمری لقب مشیرالوزاره گرفت. در ۱۳۲۶ قمری معاون اول اداره تفتیش تذکره و در ۱۳۲۹ معاون اول اداره محاسبات این وزارت خانه شد.[۱۲] او مؤلف کتاب علم دفتر داری (چاپ سربی، ۱۳۲۳ قمری) است.
- احمدخان کمال‌الوزاره، از پیشگامان نمایش‌نامه‌نویسی ایران
- عباسقلی‌خان مشیرالعلوم، در سال ۱۲۹۵ قمری در ترابوزان متولد شد. تحصیلات ابتدایی را در تهران، در مدرسه آلیانس و سن لویی پایان داد و پس از تحصیل در وزارت خارجه مشغول به کار گردید. او از همسر خود سکینه مالکی خوزانی دو فرزند به نامهای جهانگیر محمودی و کامران محمودی و از همسر دیگر خود به نام هماخانم دختر خانلرخان اعتصام‌الملک چهار فرزند به نام‌های منوچهر محمودی (۱۲۹۱–۱۳۷۷)، هوشنگ، ملک زمان و تاج زمان است.
- یحیی‌خان مشاورالوزاره، شهردار مشهد. از او سه دختر باقی ماند: ۱. اقتدارالملوک محمودی، همسر حسینعلی همایون ۲. درخشنده محمودی، همسر میراسماعیل دریابیگی (پسر میرابوطالب دریابیگی از طلعت‌السلطنه دختر معزالدوله) ۳. شمس‌الملوک محمودی، او ابتدا به همسری محمدحسن میرزا (ولیعهد و برادر احمدشاه قاجار) درآمد و صاحب پسری به سلطان رکن‌الدین میرزا شد. این ازدواج پس از مدتی به طلاق انجامید و شمس‌الملوک با غلامعلی میکده (رئیس سازمان آب تهران) ازدواج کرد و از وی یک پسر و دو دختر یافت. یکی از نوادگان او به نام «مریم» با رولف زاکس پسر گونتر زاکس نویسنده و عکاس معروف آلمانی ازدواج کرده است.[۱۳]
- غلامحسین‌خان سالارانتظام، او تحصیلات ابتدایی را در تهران، در مدرسه آلیانس و سن لویی پایان داد. سپس به کلاس مخصوصی که احمدشاه قاجار در آن درس می‌خواند وارد شد. پس از اتمام این دوره به پاریس اعظام شد و تحصیلات عالی را در مدرسه نظامی سن سیر طی کرد. در اواخر سلطنت احمدشاه مدتی کفیل ارکان حرب لشکر مرکز بود.[۱۴] او پدر کیومرث محمودی، پژوهش‌گر و مجموعه‌دار اسناد و اشیاء قاجار است.[۱۵]
- محسن محمودی
- همدم خانم[۱۶]